# Guerra mecanitzada

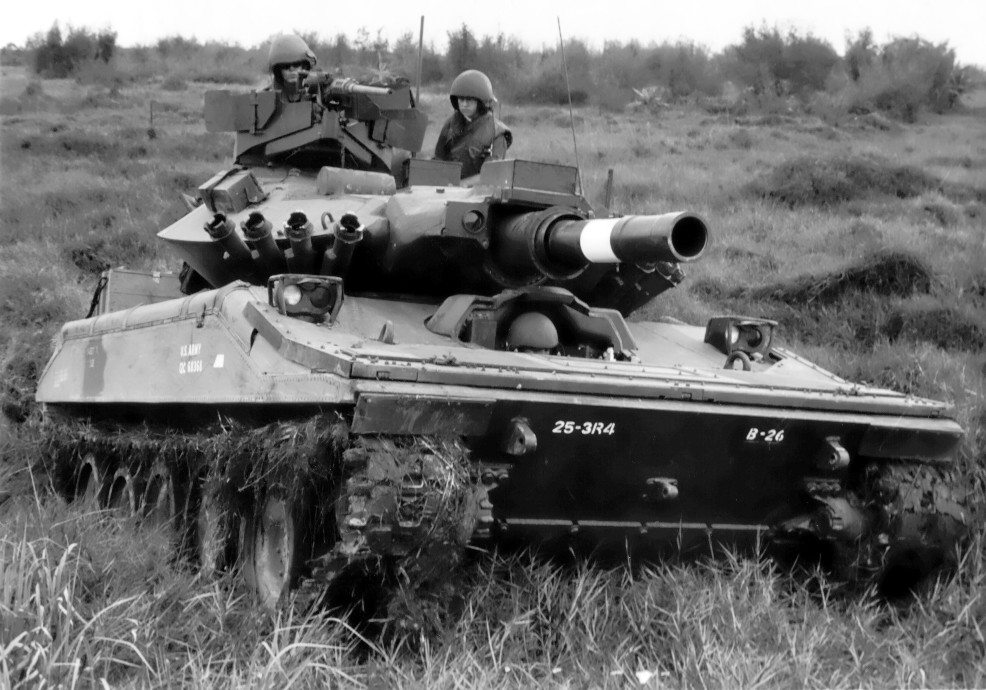
Un tanc M-551 Sheridan a la guerra del Vietnam

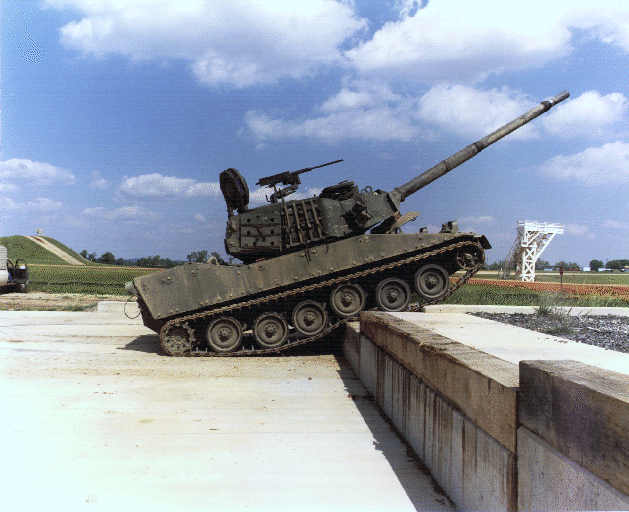
Un M8 Ridgeway de maniobres

La guerra cuirassada en la guerra moderna s'entén com la utilització dels vehicles blindats de combat com un component central dels mètodes de guerra.

## Història

### Primera Guerra Mundial
La guerra cuirassada moderna va començar amb el desenvolupament del tanc durant la Primera Guerra Mundial. El tanc britànic Mark I va entrar per primera vegada en acció en el Somme, al setembre de 1916, però no va aconseguir trencar el punt mort de la guerra de trinxeres. En la batalla de Cambrai (1917), els tancs britànics van tenir més èxit, i van trencar el sistema de línia de trinxeres alemany, la Línia Hindenburg. Després de la desastrosa ofensiva final alemanya, els tancs es van usar en la batalla d'Amiens, acabant amb el punt mort imposat per la guerra de trinxeres en el front occidental, i acabant de manera efectiva amb la guerra. Després de la Primera Guerra Mundial, els aspectes tècnics i de doctrina de la guerra cuirassada, van ser evolucionant, arribant a ser més sofisticats i creant-se múltiples escoles.

### Període d'entreguerres
Després de la Gran Guerra, diversos comandants que havien estat involucrats en el desenvolupament del tanc, van estar involucrats en el desenvolupament de noves idees. Liddell Hart va escriure extensament sobre la guerra de tancs i sobre les teories del Coronel Fuller. L'Oficina de Guerra Britànica va sancionar la creació de la Força Mecanitzada Experimental que va ser formada l'1 de maig de 1927, sota el comandament del Coronel R. J. Collins. Les unitats eren completament mòbils i consistien en tanquetes de reconeixement i en cotxes cuirassats, un batalló de 48 tancs mitjans Vickers, un batalló de metralladores cuirassades, un regiment d'artilleria mecanitzat, que tenia una bateria de canons completament autopropulsats amb cadenes, capaç d'actuar com artilleria convencional o antiaèria (Canons Birch), i una companyia motoritzada d'enginyers de camp. La unitat va realitzar operacions en la Plana de Salisbury i va ser observada per altres nacions importants, els Estats Units, Alemanya, i la Unió Soviètica. Encara que es va reconèixer la seva actuació, va ser llicenciada en 1928. Llavors els Estats Units van crear la seva pròpia força mecanitzada experimental.
L'Exèrcit Britànic va començar la conversió de la seva Cavalleria del cavall als tancs. Encara que va haver-hi diferències en si la força de l'Exèrcit Britànic hauria de desenvolupar-se conjuntament amb la Royal Air Force i sent afavorida la Marina Reial Britànica per algunes persones en el govern, tots excepte uns pocs regiments estaven completament convertits en 1939.

### Segona Guerra Mundial
La doctrina de la guerra cuirassada moderna va ser desenvolupada i establerta durant la Segona Guerra Mundial, en molts casos usant els mitjans cuirassats com una arma de suport a la infanteria amb el paper de penetrar les defenses enemigues. Una clau fonamental en la guerra convencional és la concentració de força en un punt determinat. La concentració de força incrementa les possibilitats de victòria en un enfrontament determinat. Correctament escollit i explotat, la victòria en un enfrontament donat o en un petit nombre d'enfrontaments és sovint suficient per a guanyar la batalla.
Per exemple, visualitza una línia defensiva recta composta per dues divisions d'infanteria i dues divisions cuirassades, desplegades d'igual forma al llarg de la línia. Un atacant numèricament igualat pot guanyar concentrant els seus mitjans cuirassats en un punt (amb la seva infanteria aguantant la resta de la línia), garantint així el forçat de la línia, després travessant-la, tornant-se cap als flancs de les dues meitats de la línia defensiva i després atropellant-les.
La línia defensiva podria intentar el contraatac, però no és fort en cap punt i encara que l'atac combinat de la infanteria/mitjans cuirassats dels defensors és més fort que un atac de només infanteria, no és molt més fort (ja que les divisions estan esteses al llarg de tota la línia del front) i així en general és molt més fàcil defensar que atacar.
Un aspecte important per a tots els tipus de guerra és una fórmula molt simple, coneguda com la Llei del Quadrat de Lanchester, en la qual el poder de combat d'una unitat de combat relatiu al poder relatiu de combat d'un enemic d'una determinada grandària és el quadrat del nombre de membres d'aquesta unitat:
- Un tanc té òbviament el poder de combat d'un tanc. (1² = 1)

- Dos tancs tenen quatre vegades el poder relatiu de combat d'un sol tanc. (2² = 4)

Bàsicament, una diferència del doble en nombre de tancs, quadruplicarà el poder de foc relatiu - relatiu a la quantitat de poder de foc que l'enemic té per membre de la unitat amiga; també podria expressar-se això, dient que el seu càstig relatiu a causa de l'acció enemiga és reduït quatre vegades, que és el mateix que dir - no solament es doblega el seu propi nombre absolut, sinó que el nombre de tancs enemics relatiu a cadascun dels seus, també es redueix per la meitat.
Així, concentrant dues divisions en un punt i atacant-ho genera una força molt més gran del que s'aconsegueix estenent dues divisions en una línia i atacant cap avant en un front ample.
La concentració de força requereix mobilitat (per a permetre una ràpida concentració) i poder de foc (per a ser efectiu en el combat una vegada que t'has concentrat). El tanc incorpora aquestes dues propietats i es converteix així en l'arma primària.
Abans de la Segona Guerra Mundial, la cavalleria muntada a cavall realitzava la tasca que avui dia realitza el tanc; trencant el front o envoltant a l'enemic i atacant-ho per la rereguarda. En tots els exèrcits va haver-hi una gran resistència contra la introducció del tanc (a causa del subsegüent va substituir el cavall), en particular perquè les unitats de cavalleria eren considerades com unitats d'elit, i tenien una gran influència dintre de l'exèrcit.

#### Doctrina alemanya
Quan arriba la Segona Guerra Mundial, les forces cuirassades alemanyes han desenvolupat una doctrina més profunda i flexible que la dels aliats en l'àmbit tàctic i operacional. No existia cap doctrina en l'àmbit estratègic però la concentració de les seves divisions Panzer el 1940 en la batalla de França van explotar estratègicament les bretxes en les línies defensives aliades, fetes per la seva infanteria i força aèria, amb un efecte enorme, conduint a l'adopció oficial per part de l'Exèrcit com un tot de les tàctiques de la "Blitzkrieg". Aquest desenvolupament, produït en gran part sota la influència de Guderian, va ser facilitat pel fet que s'havia format una Arma de Tancs
 per raons polítiques, el "Panzertruppe" o "Panzerwaffe", diferent de la Infanteria i de la Cavalleria. El "Panzertruppe" va ser relegat no obstant això fins a 1940, per la molt més influent Infanteria, exemplificat per la baixa prioritat donada a la producció de tancs i al fet que els tancs van estar entre 1936 i 1939 dividits entre la Infanteria i la Cavalleria.
Guderian, amb l'ajuda d'alguns altres, va establir els equips d'armes cuirassades combinats, diferents d'una formació d'infanteria o cavalleria. Aquest desenvolupament va ser arrossegat fins a 1941 per la falta inicial de vehicles semierugues per a acompanyar als tancs: en 1940 va haver-hi poca cooperació pràctica entre els tancs alemanys i la infanteria en l'àmbit tàctic, però si la va haver-hi al nivell operacional. La investigació en profunditat obtinguda a través dels estudis teòrics, amb jocs de guerra, i exercicis pràctics van desenvolupar una gran confiança en el "Panzertruppe" (i un suport polític per part de Hitler), i en la formació cuirassada com l'element clau en el camp de batalla - encara que aquest punt de vista no era compartit per les altres branques del Servei abans de 1940. Una part important d'aquesta doctrina era la de les comunicacions millorades, mitjançant la introducció de ràdios en tots els tancs - i novament aquest ideal va sofrir de limitacions tècniques quan molts tancs solament tenien equips de recepció. La seva superior doctrina tàctica i operacional, combinada amb una aplicació estratègica més apropiada van capacitar als alemanys en 1940, per a derrotar a forces quantitativament superiors en forces cuirassades, en infanteria i artilleria durant la seva campanya a França; però just quan es va convertir a la "Blitzkrieg" en una doctrina deliberada, el 1941, va fallar al final en el front de l'est, encara que va aconseguir al principi èxits espectaculars.

#### Doctrina britànica i francesa
En el Regne Unit i a França, els vehicles cuirassats van ser acceptats dintre de l'Exèrcit, però usant una divisió de funcions: alguns com armes de suport de la infanteria, i uns altres substituint a la cavalleria. Com tals, els tancs d'infanteria britànics i francesos estaven molt cuirassats i en conseqüència eren massa lents, mentre que els tancs de cavalleria britànics ("cruiser") eren ràpids i com a resultat estaven pobrament cuirassats. Els tancs alemanys estaven dissenyats per a operacions mòbils independents i eren tancs per a tot: més lleugers, considerablement més mòbils però més dèbilment armats i cuirassats que els tancs d'infanteria; encara no es veia als tancs com una arma principalment antitancs. Quan els tancs alemanys es van enfrontar realment als tancs d'infanteria britànics en combat, no estaven en la millor de les condicions, però es van recobrar per a tirar als tancs britànics fora de l'Europa continental. Al començament de la invasió alemanya, els francesos posseïen més tancs i, en mirant-los d'un a un, millors tancs, que els alemanys; però el que va importar va ser com s'usaven els tancs, i els francesos van distribuir la meitat dels seus entre batallons independents de tancs per al suport de la infanteria, tornant-los inútils. Els alemanys en 1940 van concentrar tots els seus tancs en divisions Panzer i les van usar per a aconseguir un cèrcol estratègic, copejant i obrint el seu camí a través de la línia defensiva francesa i dirigint-se cap al canal.
Per a contrarestar tals atacs, s'ha de mantenir una força avançada mòbil antitancs en reserva i moure-la cap a la zona de l'atac. Els francesos no tenien cap mena de reserva estratègica; menys encara una reserva amb gran mobilitat com les seves tres divisions cuirassades de cavalleria, les úniques unitats cuirassades organitzades que podien haver-se llançat cap a les línies de les divisions cuirassades alemanyes ja s'havien emprat en els Països Baixos, el que va ser crucial en la fallada francesa a respondre a la penetració alemanya, així com que a les divisions cuirassades franceses d'infanteria els faltava suficient mobilitat estratègica. No obstant això, van aconseguir utilitzar una nova tàctica que va provar ser bastant eficient contra els atacs de la blitzkrieg. Es va anomenar la defensa eriçó. Això no obstant, a causa de les pèrdues sofertes, els francesos mai van poder contraatacar, i els eriçons van ser eventualment sobrepassats.
En els deserts del Nord d'Àfrica, els britànics van desenvolupar una tàctica alternativa, combinant mitjos cuirassats, infanteria i artilleria, tot unit, formant un "equip equilibrat d'armes combinades"; l'exèrcit italià, mal armat i guiat, es va col·lapsar.
L'arribada de l'Afrika Korps alemany va mostrar les debilitats de la tàctica britànica: el petit nombre d'infants i artilleria de cada divisió cuirassada bastava quan s'atacava als immòbils i descoordinats italians, però contra els alemanys baix Erwin Rommel, bé coordinats i amb una gran mobilitat, les formacions britàniques de pocs homes eren insuficients.
Realment, solament en els últims anys de la guerra, amb la invasió de l'Europa continental, els exèrcits aliats van ser més efectius en la guerra cuirassada. En 1942 i 1943, els aliats contínuament van perdre les batalles cuirassades en el desert del Nord d'Àfrica a causa de les seves tàctiques inadequades; particularment, llançant formacions cuirassades contra posicions enemigues antitancs.

#### Doctrina dels Estats Units
L'exèrcit dels Estats Units va estar influenciat per les accions dels tancs alemanys en la Campanya Polonesa de 1939. La idea més popular en els Estats Units era que els tancs s'havien usat d'una manera valenta i innovadora en un nou sistema de guerra cridat Blitzkrieg. Sota el comandament del General Jacob Devers, Cap de les Forces Cuirassades, la doctrina va evolucionar en una força operacional d'armes combinades que consistia principalment en infanteria, artilleria, i tancs; sent els tancs el component principal de maniobra. Sota aquesta doctrina, les tripulacions de tancs nord-americanes de les divisions cuirassades i dels batallons de tancs de la Caserna General, les hi va ensenyar a combatre en enfrontaments tanc a tanc. El personal de la Força Cuirassada durant i després de la guerra va criticar a la infanteria per usar els batallons de tancs de la Caserna General assignats a les divisions d'infanteria solament en suport de la infanteria.
L'equip d'armes combinades dels Estats Units incloïa suport aeri, artilleria, enginyers, i un component de tancs suplementat pel concepte del Destructor de tancs. Aquest últim concepte està identificat de manera precisa amb el Cap de les Forces de l'Exèrcit de Terra, el General Leslie McNair que creia en els canons antitancs remolcats de 57 mm, en els bazoques transportats a mà i en els Destructors de tancs lleugerament cuirassats que serien superiors als tancs propis en combatre els tancs enemics. Sota aquesta doctrina, se suposava que els tancs evitarien el combat tanc contra tanc el més possible, deixant els tancs enemics als destructors de tancs. En combat real, la doctrina de McNair va conduir als tancs dels Estats Units a tenir canons més febles i menor protecció cuirassada que els seus homòlegs alemanys, i en els estrets confinis del terreny de Normandia, no van poder evitar les trobades un contra un amb els tancs alemanys.

### Tàctiques defensives alemanyes
Més avanci durant la Segona Guerra Mundial, els alemanys van estar a la defensiva, tractant de contenir el cop de les forces cuirassades aliades, ara molt superiors en nombre. A més d'usar els tancs en posicions excavades en terra, van fer ús dels tipus més vells convertint-los en destructors de tancs, bàsicament en tancs sense torreta amb canons més pesants i algunes vegades cobrint-los amb una cuirassa pesant. Aquests vehicles, com el Sturmgeschütz III, eren superiors en nombre als tancs alemanys i van destruir nombrosos tancs aliats en els camps de batalla europeus. Van formar part d'una tàctica general antitancs molt efectiva que incloïa l'ús d'equips antitanc armats amb el Panzerfaust (petits rifles sense reculada), canons antitancs i extensos camps de mina antitancs. Tot junt va fer que l'ús amb èxit de la tàctica de la Blitzkrieg fos molt difícil.

### Guerres àrabo-israelianes
Ambdós bàndols en la sèrie de conflictes de les guerres Àrab-Israelianes han fet un ús intensiu dels tancs i d'altres vehicles cuirassats. Fins a la Guerra del Yom Kippur en 1973, les unitats cuirassades israelianes van tenir normalment avantatge, hagut de principalment a bones tàctiques i una bona cohesió de les seves unitats. En 1973, Israel va fallar a comprendre la importància de la introducció dels míssils guiats antitancs (ATGMs en anglès). Centenars de míssils guiats antitancs AT-3 Sagger, capaços de ser transportats per la infanteria, van ser subministrats als Egipcis per la Unió Soviètica, i van infringir greus pèrdues als tancs israelianes. Des de llavors, els ATGMs també han tingut un paper clau en les forces israelianes. Els israelians són líders en el desenvolupament dels "destructors de tancs" basats en míssils. Quan una unitat d'infanteria es va moure per a enfrontar-se als míssils antitancs, van ser capaços de derrotar-los fàcilment - forta evidència que els tancs operant sols tenen greus debilitats.

### OTAN i Pacte de Varsòvia
Durant la Guerra Freda, l'OTAN i el Pacte de Varsòvia van assumir que la guerra cuirassada seria l'aspecte dominant de la guerra terrestre convencional a Europa.
Els vehicles de combat d'infanteria van ser desenvolupats per primera vegada en els anys 1960 amb els BMP-1 de la Unió Soviètica.
Les aeronaus d'ales rotatòries van ser construïdes en teoria com a "tancs volants".
Es va crear el carro de combat principal, combinant molts dels diferents tipus de tancs que va haver-hi durant la Segona Guerra Mundial.

## Present
Els tancs treballen rarament sols; normalment la grandària mínima d'una unitat és el d'esquadró (l'esquadró és la unitat més petita en l'exèrcit i els marines dels Estats Units que és dirigida per un oficial, i un component d'una companyia o tropa) de quatre a cinc tancs. Els tancs de l'esquadró treballen junts proveint-se un suport mutu: dos podrien avançar mentre la resta els cobreix i després paren per a proveir cobertura a la resta que es mouen cap avant.
Normalment, múltiples esquadrons es coordinen amb la infanteria mecanitzada i utilitzen la seva mobilitat i poder de foc per a penetrar pels punts febles de les línies enemigues. En aquesta situació els poderosos motors, cadenes i torretes entren en acció. L'habilitat per a rotar la torreta els 360° complets, permet moviments coordinats dintre d'esquadrons, mentre es defensen contra atacs que vengen des de múltiples adreces i s'enfronten contra tropes i vehicles sense parar o reduir velocitat. Quan estan a la defensiva, esperen en posicions preparades o usen els elements naturals del terreny (com petits pujols) per a posar-se a cobert. Un tanc col·locat just darrere de la cresta d'un pujol ("cos baix"), exposa solament la part superior de la seva torreta, amb el canó i els sensors, apuntant a l'enemic, deixant el blanc exposat més petit possible a l'enemic, mentre que això li permet encara enfrontar-se a l'enemic a l'altre costat del pujol. Els tancs normalment són capaços de baixar el canó principal per sota l'horitzontal des que la moderna munició d'energia cinètica (KE), tenen trajectòries gairebé planes. Sense això, no podrien explotar aquest tipus de posicions. No obstant això, després de rebasar el cim de la cresta, el tanc pot exposar a les armes enemigues els seus baixos dèbilment cuirassats.
Poden sorgir problemes quan els tancs i la infanteria no treballen junts. Durant la guerra de Yom Kippur, tancs israelians que operaven sols en grans nombres van ser abatuts per la infanteria egípcia que posseïa míssils guiats antitancs. Quan van portar a la infanteria i a l'artilleria israelita en suport dels tancs, va bufar vent contrari i les unitats egípcies van ser suprimides amb pèrdues reduïdes per a les tropes israelianes. Aquest és un exemple extrem, però exemplifica el que s'ha documentat amb bastant rigor des del final de la Segona Guerra Mundial: els tancs i la infanteria treballen millor prenent avantatge de les forces que posseeix cadascun i combinant-les per a minimitzar les debilitats. En molts conflictes, és normal veure a la infanteria muntada en la part del darrere dels tancs, llista per a saltar i prestar el seu suport quan sigui necessari. Desafortunadament, el disseny de molts tancs moderns converteix aquesta pràctica en perillosa. El M1 Abrams, per exemple, té els gasos d'escapament tan calents, que la infanteria que estigui prop, ha d'anar amb compte d'on es col·loqui. Els tancs també poden ser molt vulnerables a l'artilleria bé apuntada; el suport aeri ben coordinat i les unitats d'artilleria de contrabateria són de gran ajuda a l'hora de contrarestar el foc artiller.
La col·locació de cuirassa al voltant d'un tanc no és uniforme; la part frontal normalment està millor cuirassada que els costats o la part del darrere. A causa d'això, la pràctica normal consisteix a mantenir la part frontal mirant a l'enemic en tot moment, el tanc es retira donant marxa endarrere en comptes de donar-se la volta. Conduir marxa endarrere allunyant-se de l'enemic és fins i tot més segur que conduir cap avant apropant-se a ell, ja que un sot pot llançar la part frontal del tanc cap a dalt en l'aire, deixant exposada la prima cuirassa dels baixos i fent que el canó deixi d'apuntar al blanc a causa de l'angle limitat de depressió.
Les cadenes, rodes i la suspensió d'un tanc estan fora del casc cuirassat i són alguns dels punts més vulnerables. La forma més fàcil d'incapacitar a un tanc (una altra diferent d'un impacte directe en una àrea vulnerable amb tot el poder d'una arma antitancs) és apuntar a les cadenes per a una "mort de mobilitat" (m-kill en anglès). Una vegada que un tanc està incapacitat és més fàcil de destruir. Aquesta és la raó per la qual les cortines de protecció lateral són importants; poden deflactar les bales de les metralladores pesants i fer que explotin prematurament la munició HEAT abans que copegi el tren mòbil. Altres parts vulnerables d'un tanc típic inclouen la coberta del motor (amb les entrades d'aire, radiadors, etc.) i l'anell de la torreta, on la torreta s'uneix al casc.
Quan s'usen defensivament, els tancs s'enfonsen sovint en trinxeres o es col·loquen darrere de murs de terra per a incrementar la seva protecció. Els tancs poden disparar uns pocs trets darrere de les seves posicions defensives, i després retirar-se (marxa endarrere) a una altra posició preparada més endarrere i conduir darrere dels murs o dintre de les trinxeres. Aquestes posicions poden ser construïdes per les tripulacions dels tancs, però les preparacions són millors i més ràpides si les realitzen enginyers de combat amb bulldozers. La protecció en la part superior, fins i tot si és bastant prima, pot ser molt útil, ja que pot ajudar a predetonar els obusos d'infantera i evitar els impactes directes des de dalt, el que pot ser mortal per a un tanc, copejant-los on la seva cuirassa és més prima. En resum, les tripulacions de tancs, troben tants mitjans com els sigui possible per a augmentar la cuirassa dels seus vehicles.
Els tancs normalment van a la batalla amb un obús en el canó, llest per a disparar, per a minimitzar el temps de reacció quan es trobin amb l'enemic. La doctrina dels Estats Units requereix que aquest obús sigui munició d'energia cinètica (KE), ja que el temps de reacció és molt important quan es troba a tancs enemics, per a aconseguir el primer tret (i possiblement la primera mort). Si es troba a tropes o vehicles lleugers, la resposta habitual consisteix a disparar aquest obús cap a ells, a pesar que no és la munició ideal - és difícil i consumeix temps llevar un obús que ja està en la recambra. En aquest cas, després que es dispara la munició KE, es carregaria una munició HEAT per a continuar amb l'enfrontament.
Els tancs poden ser decisius en la lluita urbana, amb l'habilitat de demolir murs i disparar metralladores mitjanes i pesants en moltes adreces simultàniament. No obstant això, els tancs són especialment vulnerables en el combat urbà. És més fàcil per a la infanteria enemiga lliscar-se
 darrere d'un tanc o disparar-li als seus costats, on és més vulnerable. A més, disparar cap a baix des d'edificis amb múltiples altures, permet que es dispari a la suau cuirassa de la part superior de la torreta, i fins i tot armes bàsiques com els còctels molotov, si s'apunten a les entrades d'aire del motor, poden incapacitar a un tanc. A causa d'aquesta limitació, els tancs són difícils d'usar en els conflictes en ciutats on pot haver-hi civils o forces amigues properes, ja que el seu poder de foc no es pot usar d'una forma òptima.

### Tàctiques i amenaces des de l'aire

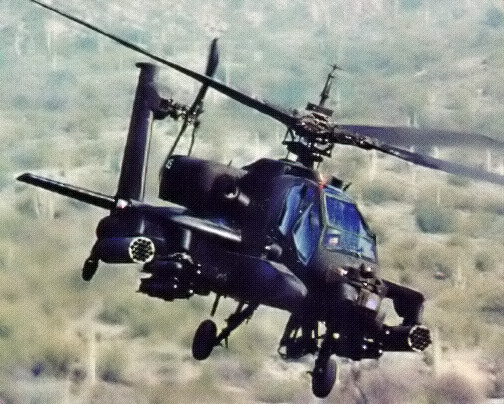
AH-64 Apache, un helicòpter d'atac dissenyat per a destruir vehicles cuirassats.

Els tancs i altres vehicles cuirassats són vulnerables als atacs des de l'aire per diverses raons. Una és que són detectables fàcilment - el metall de què estan fets es mostra molt bé en el radar, i és especialment obvi que es mouen en formació. Un tanc que es mogui també produeix un munt de calor, soroll i pols. La calor fa que es vegin molt bé en els sistemes de mira anterior d'infrarojos i la pols és una molt bona pista visual durant el dia. L'altra raó important és que molts vehicles cuirassats tenen una cuirassa més prima en el sostre de la torreta i sobre la coberta del motor, de manera que els míssils guiats antitancs (des d'un helicòpter d'atac o des d'un jet d'atac a terra) els copejaria des de la part superior on seria mortal duent fins i tot una petita càrrega. Fins i tot les metralladores i petits canons automàtics són capaços de penetrar a través de les seccions de la part del darrere i de la part superior del compartiment del motor d'un tanc.

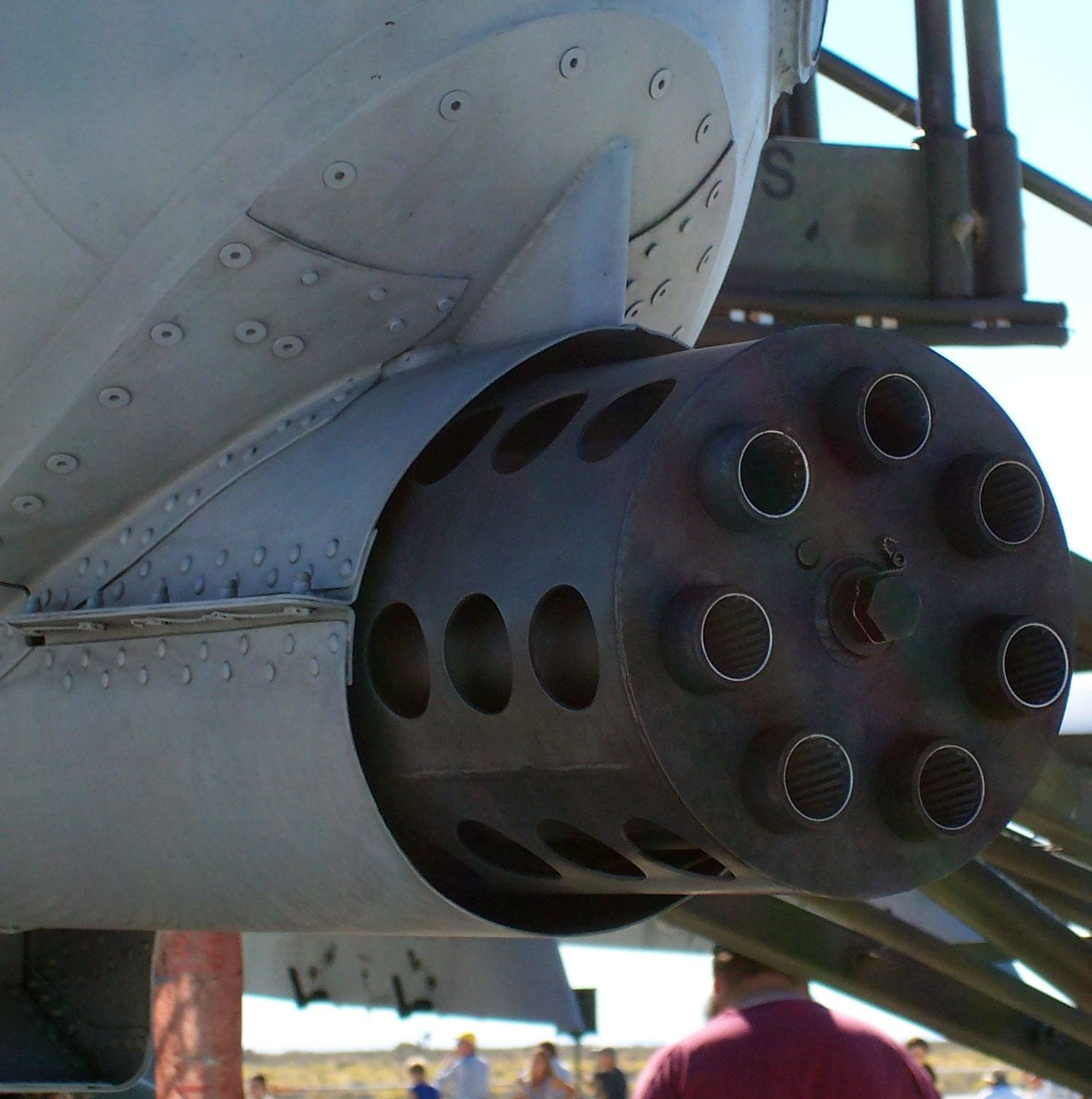
Imatge propera del canó GAU-8 Avenger

Certs avions han estat dissenyats per a atacar vehicles cuirassats. El més notable construït amb aquest propòsit és el Fairchild Republic A-10 Thunderbolt II, afectuosament conegut com el "Senglar Berrugós" ("Warthog" en anglès) a causa de la seva forma (en contrast amb els avions militars amb formes més estèticament agradables). El "Porc" pot no tenir línies molt esveltes però és excepcionalment efectiu en la seva funció: caça i mata als enemics cuirassats i als seus vehicles, i la seva reputació de ser un efectiu "Rebentatancs" no és infundada. Encara que és capaç de transportar diferent nombre de míssils i bombes (incloses armes antitancs com l'AGM-65 Maverick), la seva arma principal és el canó Gatlin de 30 mm GAU-8/A Avenger que és capaç de disparar 3.900 rondes d'urani empobrit capaç de travessar cuirassa per minut (una creença popular és que l'avió va ser realment construït al voltant del canó i no a la inversa). Capaç d'un vol de baixa velocitat i baixa altitud, l'A-10 és en si mateix un vehicle cuirassat volador amb una coberta de titani al voltant del pilot, amb una armadura de vol capaç de sobreviure impactes directes de projectils travessa cuirasses i d'alt explosiu i amb una triple redundància en els seus sistemes de vol, amb sistemes mecànics per a protegir hidràulics de doble redundància.
Similarment, s'han dissenyat diversos helicòpters d'atac per a enfrontar-se principalment amb vehicles enemics cuirassats. L'AH-64 Apache, Westland Lynx, Mil Mi-24, Eurocopter Tigre i el Denel AH-2A Rooivalk són alguns d'aquests exemples. Els helicòpters són molt efectius contra els vehicles cuirassats per moltes raons. L'AH-64D Longbow Apache, per exemple, està equipat amb multitud de sensors i de sistemes d'armes millorats, mentre que el domo de control radar de foc de l'AN/APG-78 Longbow està instal·lat sobre el rotor principal.
Les amenaces aèries poden ser contrarestades de diverses maneres. Una manera és amb la supremacia aèria. Aquest és el mitjà en què els Estats Units confia més, cosa que es demostra per la seva distintiva falta de vehicles mòbils de defensa aèria de curt abast, per a acompanyar a les seves unitats cuirassades. Molts altres països acompanyen a les seves forces cuirassades amb canons antiaeris autopropulsats altament mòbils, com els russos ZSU-23-4, sistemes de míssils terra-aire de curt i mig abast com el SA-6, SA-8 i el SA-11, o combinar ambdós en el mateix vehicle (per exemple, el ZSU-23-4 també pot anar equipat amb míssils antiaeris SA-18 o SA-16).

## Suport
La guerra cuirassada és molt intensa des del punt de vista mecànic i logístic, i require un suport mecànic molt extens.
Els vehicles de combat cuirassats requereixen vehicles cuirassats capaços de treballar en el mateix terreny que els donin suport. Aquests estan operats per les branques apropiades de l'exèrcit. Per exemple, en l'Exèrcit Britànic la recuperació i manteniment de vehicles la duu el REME i els vehicles de combat d'enginyers la duu el RE.
Aquests inclouen:
- Vehicles de Recuperació Cuirassada (ARV en anglès)

Molts d'aquests vehicles estan basats en el xassís per al vehicle que apoyan. Per exemple l'ARV per al tanc del RU Challenger és el casc del Challenger amb un winche.
- Vehicles de suport cuirassats

- (cuirassats) Vehicles d'Enginyers de combat Combat Engineering Vehicles (CEV en anglès)

Per exemple, bulldozers

## Futur
Mentre que els tancs han estat una part integral en la guerra cuirassada del passat, els conflictes recents han posat major èmfasi en la mobilitat, que els tancs de batalla principals no poden proveir. Duu unes quantes setmanes transferir als tancs i al seu equipament de suport mitjançant mar o aire, i els tancs encara requereixen un manteniment freqüent.